# 오디오-애니매트로닉스

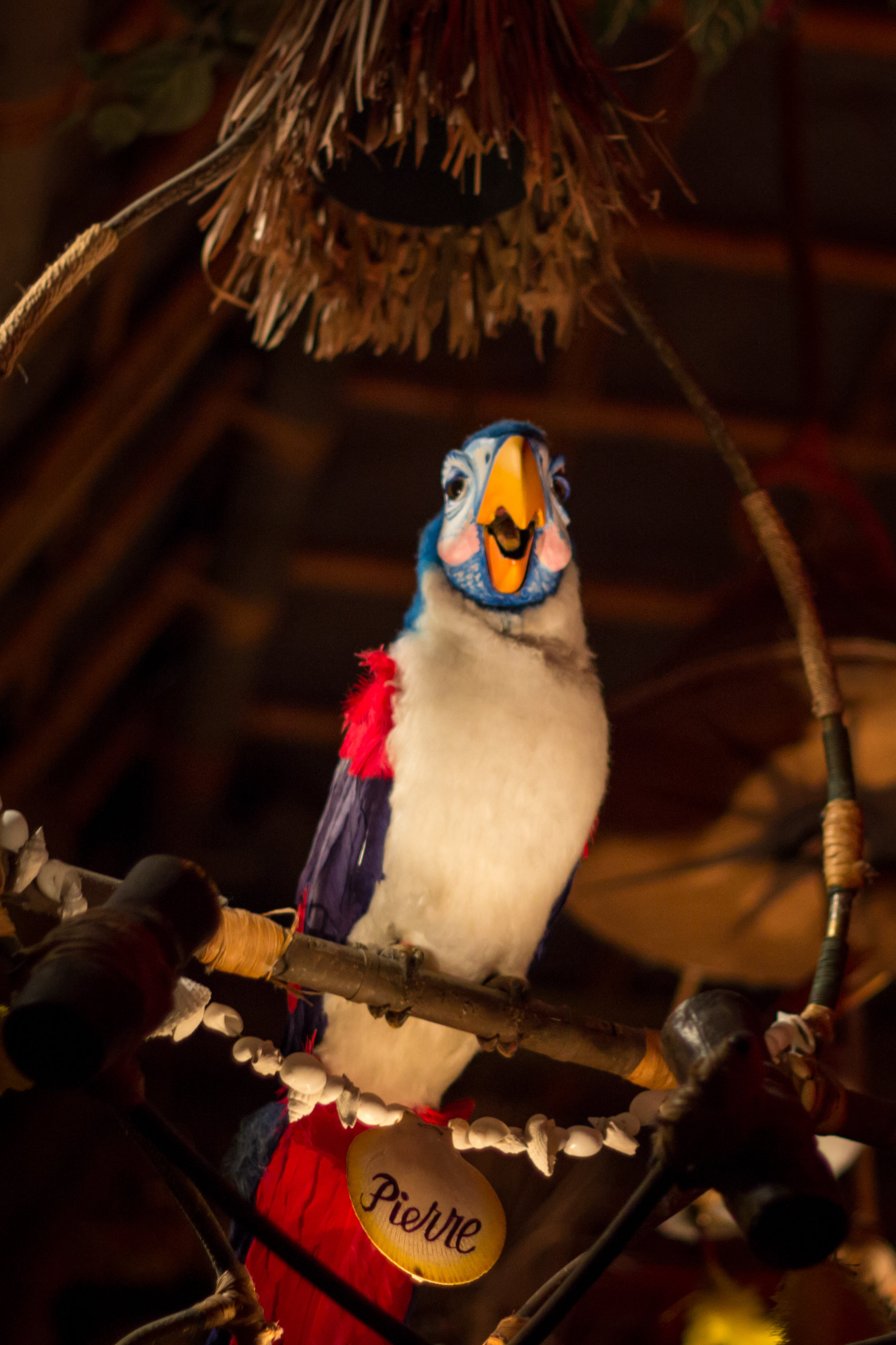
오디오-애니매트로닉스의 첫 번째 어트랙션인 디즈니랜드의 월트 디즈니의 인챈티드 티키 룸(Enchanted Tiki Room)에 있는 말하는 앵무새 피에르(Pierre)

오디오-애니매트로닉스(Audio-Animatronics, AA) 또는 단순히 애니매트로닉스는 월트 디즈니 이미지니어링이 디즈니 테마 파크의 쇼 및 명소를 위해 만든 로봇공학 애니메이션 형태의 등록 상표이며 이후 다른 회사에서 확장되어 사용된다. 로봇은 무대 위의 외부 사운드 시스템(일반적으로 녹음된 연설이나 노래)의 도움을 받아 이동하며, 오디오와 동기화되기도 한다.
기계는 일반적으로 이를 지원하는 모든 것에 고정된다. 이것들은 앉고 설 수 있지만 어떤 형태의 이동도 할 수 없다. 오디오 애니마트로닉은 외부 자극에 반응하지 않고 미리 녹음된 움직임과 소리를 사용한다는 점에서 안드로이드형 로봇과 크게 다르다. 2009년 디즈니는 오토노매트로닉스(Autonomatronics)라는 기술의 대화형 버전을 선보였으며, 2018년에는 스턴트로닉스(Stuntronics)라는 공중 스턴트 피규어를 발표했다.